# Malak Hifni Nasif
Malak Hifni Nasif (en árabe: ملك حفني ناصف; El Cairo, Egipto, 25 de diciembre de 1886 - 17 de octubre de 1918) fue una escritora, poeta y maestra egipcia. Contribuyó a la promoción de los derechos de las mujeres en Egipto a principios del siglo XX, bajo el seudónimo Bahita al-Badiya. Más reformadora que revolucionaria, promovía reformas para conseguir una mejora de las condiciones de las mujeres, compatibles con el respeto de las costumbres de la sociedad musulmana de su época. 

## Biografía
Malak Hifni Nasif nació en El Cairo en una familia de clase media. Fue la mayor de siete hermanos. Su madre era Saniyyah Abd al-Karim Jalal, una gran lectora y su padre, Hifni Bey Nasif, era un erudito conocido en Egipto, abogado defensor de Mohamed Abduh profesor en la Escuela de Derecho y en la nueva Universidad Egipcia. Animó su hija a estudiar, lo que no era considerado como necesario para las chicas en esta época. Creció en un entorno familiar liberal lo que le permitió desarrollar su personalidad e ideas progresistas para su época.
Estudió en una escuela francesa antes de entrar en octubre de 1893 en la escuela al-Saniyya. Formaba parte de la primera clase para chicas de preparación del certificado de estudios primarios en 1900. Obtuvo el título de maestra en 1903 después de sus estudios de Magisterio. Formó parte del profesorado de la escuela al-Saniyyya durante dos años. Fue la primera mujer egipcia que obtuvo este título y la primera de su clase social que decidió trabajar.
En 1907, abandonó la enseñanza cuando se casó con Abd al-Satar al-Basilic Pasha porque la ley egipcia prohibía a las mujeres casadas enseñar. Se mudó con su esposo al desierto cerca del oasis de Fayún. Allí, descubrió que su marido ya tenía otra esposa y un hijo, lo que influenció su toma de conciencia feminista.
Infeliz en su matrimonio, su padre le animó a escribir. Por lo tanto, comenzó a escribir bajo su seudónimo Bahithat al Badiya lo que significa “explorador de los campos”. Escribió artículos para periódicos y revistas e hizo discursos y lecturas públicos. Siguió su lucha por la educación de las chicas fundando una escuela de enfermería en El Cairo y tenía la intención de fundar otra escuela en Fayún donde vivía, pero murió antes de su creación.
Tuvo vínculos epistolares con otros escritores e intelectuales de su tiempo como May Ziade o Qasim Amin. En su correspondencia con May Ziade, Malak Hifni Nasif revela que a medida que su feminismo aumentaba, se daba cuenta de la infelicidad de su matrimonio.
Murió en El Cairo el 12 de octubre de 1918 a la edad de 32 años de la gripe española. Feministas y miembros del gobierno asistieron a su funeral.

## Ideas feministas
A través de sus artículos y conferencias, intentaba mejorar la situación de las mujeres en Egipto. Su postura feminista conciliaba ciertos puntos de occidentalización y otros de tradición árabe. Por lo tanto, su feminismo se compaginaba con su fe musulmana. Para ella, las mujeres debían seguir los preceptos de la ley islámica. Consideraba que se debía acabar con los abusos perpetrados en nombre de la religión. Al aceptar las nociones occidentales de clase media sobre la condición de la mujer, la maternidad y la educación, Nasif a menudo llegó a conclusiones que los tradicionalistas consideraban ofensivas.
En 1911, presentó propuestas de reformas para el alcance de la causa femenina delante del Congreso Nacional Egipcio. Sus “Diez principios para el progreso de la mujer egipcia” son:
1. Orientación religiosa de la enseñanza
2. Libre acceso de las mujeres a las mezquitas, como en el islam primitivo
3. Enseñanza primaria obligatoria para ambos sexos
4. Creación de una escuela de medicina para las mujeres equivalente a la de los hombres
5. La enseñanza a las jóvenes de los principios de higiene, cuidado de los niños y primeras ayudas
6. Creación de escuela profesionales y de economía doméstica para las jóvenes
7. Incremento del número de dispensarios libres y de hospitales para mujeres
8. Restricción del derecho a la poligamia
9. Invalidación del divorcio en ausencia de la mujer
10. Protección de las mujeres en la vía pública por agentes de la policía[3]

### Colonialismo
Nasif llegó a representar una "voz alternativa, crítica y finalmente opuesta a las costumbres occidentales (...) que buscaba una manera de expresar la subjetividad femenina y su afirmación dentro de un discurso indígena islámico vernáculo, típicamente en forma de renovación social, cultural y religiosa".
Como lo señaló Margot Badran: "El feminismo egipcio no fue un subtexto del colonialismo o "discurso occidental" sino un discurso independiente que a la vez criticó el patriarcado indígena y la dominación patriarcal colonial". Nasif es una de los primeros ejemplos de esta tensión del pensamiento feminista.
No veía contradicciones entre por un lado sus creencias religiosas y su llamada reformista inspirada por la sociedad occidental. Sin embargo, aceptó la cultura occidental de manera selectiva: "Las tradiciones no deben ser abandonadas excepto cuando son nocivas. Las costumbres europeas no deben ser adoptadas hasta que se reconozcan como convenientes y necesarias". Por ejemplo, rechazó actividades como el baile o la actuación para las egipcias y criticó las escuelas modernas que ignoraban la cultura árabe.
Se opuso a Qasim Amin quien consideraba que la presencia colonial era una oportunidad para Egipto. Para él, los colonos representaban un modelo para la sociedad egipcia y para la mujer egipcia. Nasif conectó la lucha de las mujeres y la causa nacionalista egipcia en su obra "Masawi' al-Rijal" (La Culpa de los Hombres). A propósito de los colonos escribió: "Me sorprende que un grupo de personas educadas, que han recibido la mejor educación superior, puedan pedir que a las mujeres solo se les enseñe a leer, escribir, cocinar y lavarse... Es como si nos estuvieran insultando públicamente diciendo "solo queremos que seáis sirvientas, no mujeres respetables". ¿Cómo pueden negarnos nuestros derechos naturales y solicitar una constitución?". Les reprochaba defender los derechos de las mujeres europeas y negarse a otorgar estos mismos derechos a las mujeres egipcias.

### Educación
Su mayor lucha fue la de la educación de las mujeres. Denunciaba la ignorancia a la que las mujeres estaban condenadas por culpa de las leyes discriminatorias que impedían a las mujeres acceder a la educación. Defendía la extensión de la enseñanza a todas las niñas en la educación primaria. Sin embargo, no ponía en tela de juicio el papel de la mujer en la sociedad. Pensaba que la educación de las mujeres debía servir para enseñar a las mujeres a ser mejores madres y esposas. Pensaba que la ociosidad de la mujer a la que la sociedad tradicional la condenaba era uno de los grandes males de la mujer. Se dedicó a implementar sus ideas dando ejemplo: convenció a padres que tenían hijas de dejarlas seguir su enseñanza, yendo de casa en casa cuando era maestra. Según ella, la enseñanza de las mujeres sería benéfica para toda la sociedad porque tendría un efecto positivo sobre la educación de los niños. Fundó la Unión para la Educación de las Mujeres.
La colonización también formó parte de su reflexión sobre la educación. Como producto de una de las tres escuelas para niñas egipcias abiertas bajo el control británico, Nasif apoyaba un sistema escolar más amplio y más completo para las niñas. En esta época, las escuelas privadas y misioneras estaban educando a miles de estudiantes más que sus contrapartes gubernamentales. Por lo tanto, hizo un llamamiento a la autoridad colonial para otorgar a los egipcios un mayor control de su sistema educativo, "una mejor educación que la que brindan las escuelas extranjeras cuyo único objetivo es difundir su religión particular o beneficiar a su propia población". Incitó también a las mujeres egipcias a tomar ejemplo de las mujeres europeas en la educación de sus hijos: "Los occidentales no muestran ninguna preferencia por el niño por encima de la niña, dando a cada uno los cuidados que necesitan".

### Matrimonio
Criticaba los matrimonios prematuros para las niñas, y sacó a la luz una serie de riesgos para su salud: "Una niña no debe casarse hasta que esté preparada para enfrentar sus dificultades, y eso no es antes de los dieciséis años".
Cuestionaba también las relaciones matrimoniales y criticaba la relación existente entre el hombre y la mujer. Consideraba que la mujer no debía ser la esclava de su marido sino su compañera. Pensaba que una relación más equilibrada entre los dos podría crear mejores condiciones para el desarrollo del papel de la mujer, lo que al final contribuiría a la mejora de la sociedad en general. Consideraba también que el amor debía ser la base de todos los matrimonios.
Se rebelaba contra la mala acogida de las niñas recién nacidas. Respecto a esto, dijo que “la opresión afligía a la mujer en cualquier actividad que desempeñara en la vida, persiguiéndole la desgracia incluso cuando aún no había nacido. Su nacimiento era acogido con ceño fruncido y silencio envilecedor. La misma comadrona aparecía preocupada como si tuviese alguna culpa por haber asistido al nacimiento de una hembra. Todo lo contrario de cuanto ocurría con el nacimiento de un varón, festejado con dones, música y banquetes. Lo mismo ocurría con lo que se refería a la educación y a la instrucción, lo que indicaba cuan mísera era la parte dedicada a la mujer… como si la educación hubiese sido un privilegio netamente masculino”.
Otros de sus temas favoritos era la poligamia. Basada en su experiencia personal, pensaba que era uno de los dos grandes problemas de la sociedad egipcia junto con el repudio. “El repudio es menos doloroso y más soportable que el tener que compartir el afecto del marido con otra; porque, repudiada, ella es desgraciada pero libre, mientras que en la poligamia, no solamente es desgraciada sino oprimida”. Sin embargo, no quería prohibirlos, solo limitarlos en casos específicos. Defendió el derecho de divorciarse y estuvo a favor de una edad mínima para el matrimonio para evitar los matrimonios precoces y forzados.

### Desvelamiento
Malak Hifni Nasif estaba a favor de la libre elección por las mujeres de llevar el velo o no. Sin embargo, estaba en contra de su abolición. Rechazó la idea de que la mujer egipcia debiera desvelarse simplemente para parecerse a las mujeres europeas: "Si seguimos todo lo occidental, estaremos destruyendo nuestra propia civilización, y un pueblo sin una civilización se debilita y, sin duda, desaparecerá". Se opuso a otros feministas de su época, como Qasim Amin, considerando que la sociedad egipcia no estaba lista para desvelarse. Pensaba que era necesario educar a las mujeres y cambiar la sociedad previamente. Dijo: “si quieres destruir un edificio, ¿acaso no lo destruirás poco a poco y construirás uno mejor sobre sus ruinas? (...) este difícil problema ha provocado una violenta guerra de plumas durante años (…) que ni los conservadores ni los liberales han ganado”. Esta discrepancia entre Amin y Nasif se debía, según May Ziade a una diferencia de género. Dijo: "Bahithat al-Badiyya era un modelo tipo de mujer, y se dice que las mujeres están mas conectadas con el pasado. En cuanto a Qasim Amin, era un modelo apropiado de hombre, siempre con visión de futuro".
Sin embargo, Nasif criticaba el aislamiento de las mujeres, argumentando que las mujeres debían poder disfrutar del aire fresco: "no nos impide respirar aire fresco o salir a comprar lo que necesitamos si no hay nadie que pueda comprarlo para nosotras". Pensaba que el hiyab no debía impedir la educación o excluir a las mujeres de la vida pública. Por lo tanto, estaba a favor de una redefinición del hiyab.
Nasif afirmó: "No seguimos la opinión de una persona que nos impone el velo, ni la opinión de quien nos dice que nos desvelemos, según lo que una persona escribió u otra persona dijo".

## Obra literaria
Su obra literaria fue publicada exclusivamente en periódicos y revistas como Al-Jarida, el periódico encabezado por Adhmad Lufti Sayyid, uno de los fundadores del Partido de la Umma. Bajo el seudónimo de Bahithat al-Badiya, comenzó a contribuir regularmente con comentarios abiertos sobre una variedad de temas relacionados con la mujer, la educación, el trabajo, el aislamiento femenino, el matrimonio y la poligamia. En 1909, fue invitada a convertirse en una de las primeras mujeres en hablar públicamente en una serie de conferencias para mujeres, organizadas en la sede del partido de la Umma. Al año siguiente, esa conferencia, algunas cartas y una serie de sus columnas en al-Jarida aparecieron reunidas en una obra completa titulada al-Nisa'iyat (Los derechos femeninos).
Una parte de su obra fue publicada a título póstumo por su hermano.

## Influencias y legado
Malak Hifni Nassif comparte muchas ideas comunes con los intelectuales y feministas de su época. Mantenía correspondencia con May Ziade y Nabawiyya Musa. Se la puede considerar como una discípula de Qasim Amin aunque Nasif era más conservadora que él. En 1919, feministas egipcias organizaron un evento en conmemoración por el primer aniversario de su muerte. Fue elogiada públicamente por Huda al-Sha'rawi. En esta ocasión, May Ziade declaró: “Yo no puedo dejar de pensar que Qasim Amin tuvo sobre ella una influencia considerable. Ella no se puso a escribir ardientemente más que bajo su inspiración: por él abrió un camino en los espíritus que fueron receptivos”.